# シェイク・イット・オフ
「シェイク・イット・オフ」（Shake It Off）は、アメリカ合衆国の歌手マライア・キャリーの10作目のスタジオ・アルバム『MIMI』（2005年）のためにマライア、ジャーメイン・デュプリ、ブライアン・マイケル・コックス、ジョンテイ・オースティンらによって製作された楽曲。コ・プロデュースをマライア、ジャーメイン、コックスが担当。アルバムからのサード・シングルとして、2005年にリリースされた。
この楽曲は、ヨーロッパ諸国ではヨーロッパのファンのために製作したとされる楽曲「ゲット・ユア・ナンバー」との両A面シングルとしてリリースされている。
この楽曲はアメリカ合衆国で大ヒットしたものの、前シングルにあたる自身の楽曲「ウィ・ビロング・トゥゲザー」が爆発的な大ヒットしていたことと、カニエ・ウェストの「ゴールド・ディガー」が「ウィ・ビロング・トゥゲザー」の失速後というタイミングでヒットしたことから、米総合シングルチャートBillboard Hot 100ではこの2曲に1位を阻まれ、最高位は6週連続で2位に甘んじている、チャートには26週留まった。

## 収録曲
デジタルEP
1. Shake It Off (Radio Mix) - 3:52
2. Shake It Off (Remix) (featuring Jay-Z & Young Jeezy) - 5:03
3. Shake It Off (Instrumental) - 3:55

## リリース日一覧
| 国/地域        | リリース日    | レーベル               | 規格             | カタログ番号 |
| -------------- | ------------- | ---------------------- | ---------------- | ------------ |
| アメリカ合衆国 | 2005年7月12日 | アイランド             | プロモ・シングル |              |
| イギリス       | 2005年10月3日 |                        | シングル         |              |
| イギリス       | 2005年10月3日 | デジタル・ダウンロード |                  |              |

## チャート成績
| チャート（2005年）               | 最高順位 |
| -------------------------------- | -------- |
| アメリカ（Billboard Hot 100）    | 1        |
| イギリス（全英シングルチャート） | 9        |